# San Pedro de Curahuara (gemeente)
San Pedro de Curahuara is een gemeente (municipio) in de Boliviaanse provincie Gualberto Villarroel in het departement La Paz. De gemeente telt naar schatting 9.017 inwoners (2018). De hoofdplaats is San Pedro de Curahuara.